# Natacha Atlas
Natacha Atlas (Schaerbeek, 20 de marzo de 1964) es una cantante egipcia-británica. Su estilo mezcla música de oriente medio (con algunas incursiones en la música tradicional de norte de África) con ritmos electrónicos europeos.
Atlas es hija de padre de origen egipcio y de madre inglesa.
En su primer disco solista Diáspora (1995) colabora con el cantante tunecino Walid Rouissi y el compositor egipcio Essam Rashad.

## Discografía
- Diaspora, 1996
- Halim, 1997
- Gedida, 1999
- C'est la vie, 1999
- The remix collection
- Ayeshteni, 2001
- Foretold in the language of dreams, 2002
- Something dangerous, 2003
- Best of Natacha Atlas, 2005
- DVD Natacha Atlas - Transglobal Underground, 2005
- Mish Maoul, 2006 ("Esto es Increíble" o "No me lo puedo creer")
- Ana Hina, 2008 ("Estoy aquí")
- Mounqaliba, 2010
- River Man: The Remixes, 2010
- Mounqaliba - Rising: The Remixes, 2011
- Myriad Road, 2015
- Strange Days, 2019